# Rickling (Essex)
Rickling – wieś w Anglii, w hrabstwie Essex, w dystrykcie Uttlesford, w civil parish Quendon and Rickling.
Civil parish Rickling w 1931 roku liczyła 378 mieszkańców. Wieś jest wspomniana w Domesday Book (1086) jako Richelinga.